# Donacoscaptes rufulalis
Donacoscaptes rufulalis là một loài bướm đêm trong họ Crambidae.